# Клермонт (Илиноис)
Клермонт (енгл. Claremont) град је у америчкој савезној држави Илиноис.

## Демографија
По попису из 2010. године број становника је 176, што је 36 (-17,0%) становника мање него 2000. године.
| Група             | 2000.        | 2010.       |
| Белци             | 212 (100,0%) | 175 (99,4%) |
| Афроамериканци    | 0 (0,0%)     | 0 (0,0%)    |
| Азијати           | 0 (0,0%)     | 1 (0,6%)    |
| Хиспаноамериканци | 0 (0,0%)     | 0 (0,0%)    |
| Укупно            | 212          | 176         |